# Malawi Railways

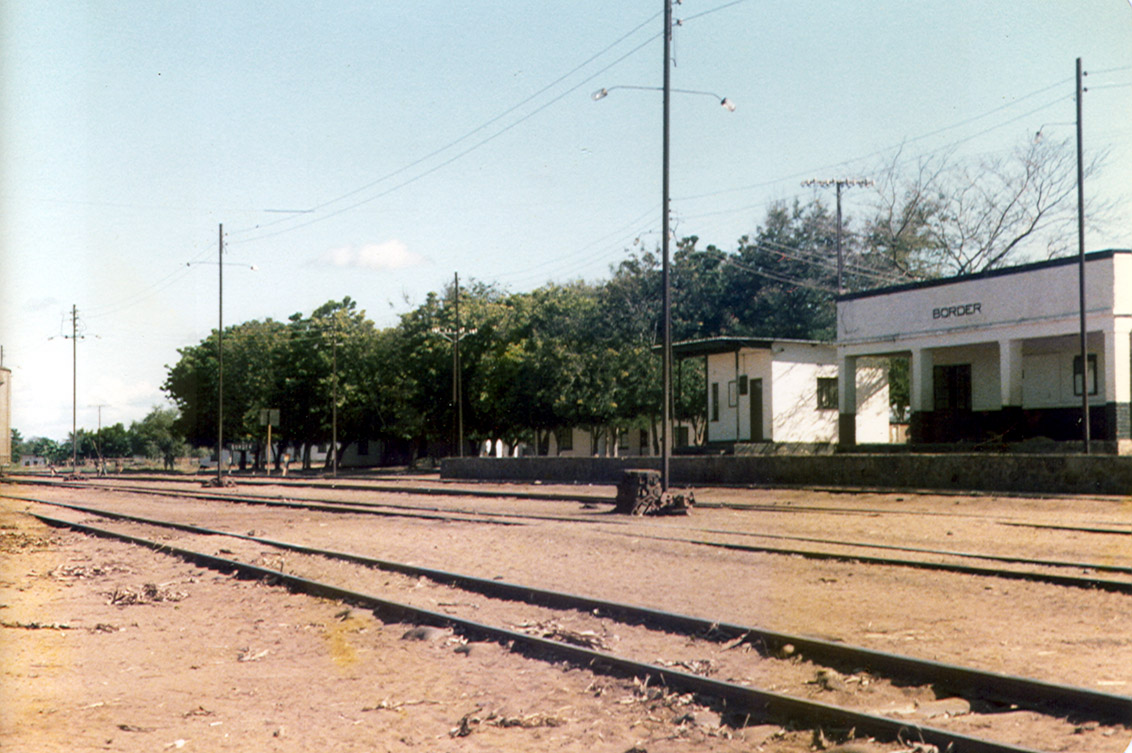
Grenzstation der Malawi Railways im Süden Malawis (1984)

Die Bahngesellschaft Malawi Railways war bis 1999 die staatliche Eisenbahngesellschaft in Malawi. 

## Geschichte
Malawi Railways verfügte über ein Schienennetz von 797 Kilometer in Kapspur. Fast alle Strecken sind bis heute eingleisig und für Achslasten von 15 t ausgebaut. Malawi Railways verfügte 1984 über 53 Diesellokomotiven, 41 Personenwagen und 888 Güterwagen unterschiedlicher Art. 
Die Strecken von Malawi Railways liegen alle in der südlichen Hälfte des Landes. Die Linie beginnt in Mchinji, durchquert ein Hochplateau (1.200 m), erreicht die Hauptstadt Lilongwe, führt dann talwärts nach Chipoka am Malawisee (474 m) zum Hafen und weiter nach Nkaya. Dort zweigt eine Strecke zum Grenzort Nayuchi und weiter zum mosambikanischen Tiefseehafen Nacala ab. Die andere Strecke führt über Blantyre, Bangula, Nsanje und von der Grenze weiter zum mosambikanischen Hafen Beira. 
Malawi baute mit kanadischer Entwicklungshilfe in den 1970er Jahren die 170-Kilometer-Verbindung zwischen Nkaya und Cuamba an der mosambikanischen Strecke Nacala-Lichinga, um den mosambikanischen Tiefseehafen Nacala erreichen zu können.
Malawi Railways wurde am 1. Dezember 1999 privatisiert und wurde anschließend von der Railroad Development Corporation im US-amerikanischen Pittsburgh betrieben, die verschiedene kurze Strecken in mehreren Ländern betrieb. Seit 2008 wird der Betrieb von der mosambikanischen Investorengruppe Insitec durchgeführt. 

## Daten
- Größte Steigung: 2,27 %
- Schienengewicht: 40,3 kg/m
- Schwellenabstand: 0,7 m
- Geringster Kurvenradius: 120 m
- Maximale Zuglänge: 485 m, 120 Achsen (an wenigen Stellen 240 m, 72 Achsen)